# Aequiculi
Aequiculi, vagy röviden: Aequi, ókori közép-itáliai harcias, földművelő nép. Az Anio két partján, a latinok, marsusok és hernicusok között éltek. A volscusokkal együtt mint Róma ellenségei léptek fel. Főbb városaik Alba Fucentia, Tibur, Carseoli. Hatalmuk tetőpontján az i. e. 5. században voltak, i. e. 365-ben Marcus Furius Camillus megverte, i. e. 304-ben Publius Sempronius Sophus consul véglegesen megverte őket. Történetükhöz a legfőbb forrás Titus Livius Róma-története.